# Молсоны
Молсоны (англ. Molson) — канадская предпринимательская династия, являются одной из богатейших с состоянием 1,75 млрд канадских долларов.

## История
Основана Джоном Молсоном, уехавшим в 1782 году в Канаду из английского Линкольншира. Он и его дети построили крупнейшую в Канаде пивоварню Molson Brewery (с 2005 года — Molson Coors), профинансировали её первый пароход и построили первую железную дорогу. Его сыновья основали Molson's Bank, а в городе Монреаль профинансировали строительство протестантской церкви.
Три семейных мавзолея Молсонов, построенные ирландским архитектором Джорджем Брауни, являются одними из самых престижных погребальных памятников на кладбище Маунт-Ройал.
Бизнесмен и канадский государственный деятель Гартланд Молсон ещё сильнее расширил пивоваренный бизнес семьи, стал совладельцем Canadian Arena (включавшей в себя Монреаль-Форум и хоккейный клуб Монреаль Канадиенс), и вместе со своим братом Томасом Генри Пентандом Молсоном спонсировал телепрограмму Хоккейная ночь в Канаде. Также он был попечителем Макгиллского университета.
В 2009 году семья Молсон в лицоме братьев Джеффа, Эндрю и Джастина снова стала владельцем Монреаль Канадиенс, выкупив её у Gillett за более чем 600 млн долл США. В отличие от владения предыдущим поколением семьи, теперь команда принадлежит напрямую Молсонам, а не Molson brewery. Предполагаемая цена отражала возврат к прибыльности благодаря как новому коллективному соглашению после локаута 2004-05 годов и росту стоимости канадского доллара до уровня, равного или близкого к паритету с долларом американским.

## Филантропия
В качестве основных вкладчиков в экономику Хартланд Молсон и его брат Томас Генри Пентланд Молсон внесли свой вклад, создав Фонд Молсона в 1958 году, который предоставил ежегодные гранты за выдающиеся достижения в области искусства канадскими гражданами (переименованный в Фонд семьи Молсонов в 1981 году). Премия Томаса Генри Пентланда Молсона в области искусств ежегодно присуждается Канадским советом по искусствам выдающимся деятелям искусства, социальных и гуманитарных наук и призвана стимулировать постоянный вклад в культурное и интеллектуальное наследие Канады. Премия Томаса Генри Пентленда за общие достижения ежегодно присуждается в школе Селвин Хаус, которую он посещал в 1911 году. Семейная стипендия Томаса Генри Пентленда Молсона ежегодно присуждается в Тихоокеанском колледже Лестера Б. Пирсона.
Уильям, Томас и Джон Молсон-младший предоставили первую в Макгиллском университета кафедру английского языка и литературы, известную как кафедру Молсона. В 1860 году Уильям Молсон пожертвовал учебному заведению западное крыло здания искусств университета — Молсон-холл. Более поздние поколения семьи Молсон предоставили средства на расширение медицинских зданий университета, а также подарили землю библиотеке Редпат.
В 2005 году Фонд семьи Молсонов пожертвовал Зал Хартленда Молсона в школе колледжа Бишопа, и здание названо в честь сенатора Хартленда Молсона, где многие члены семьи Молсона посещали школу.
Фонд семьи Молсон вместе с несколькими членами семьи внес основную часть средств, необходимых для строительства Дома изящных искусств Молсона в Университете Бишопа.